# Hollywood (South Carolina)
Hollywood is een plaats (town) in de Amerikaanse staat South Carolina, en valt bestuurlijk gezien onder Charleston County.

## Demografie
Bij de volkstelling in 2000 werd het aantal inwoners vastgesteld op 3946.
In 2006 is het aantal inwoners door het United States Census Bureau geschat op 4298, een stijging van 352 (8.9%).

## Geografie
Volgens het United States Census Bureau beslaat de plaats een oppervlakte van
55,0 km², waarvan 51,9 km² land en 3,1 km² water.

## Plaatsen in de nabije omgeving
De onderstaande figuur toont nabijgelegen plaatsen in een straal van 20 km rond Hollywood.